# Ironi Ness Ziona BC
Ironi Ness Ziona (Hebreeuws: עירוני נס ציונה) is een professionele basketbalclub uit Ness Ziona, Israël. De club komt uit in de Israeli Super League (De hoogste divisie van het Israëlische basketbal), en de Israeli State Cup.

## Geschiedenis
Ironi Ness Ziona werd opgericht in 2005. Ze spelen hun thuiswedstrijden in de Lev Hamoshava. In 2021 won Ironi Ness Ziona de FIBA Europe Cup. Ze wonnen de finale van Arged BMSLAM Stal uit Polen met 82-74.

## Erelijst
- FIBA Europe Cup: 1
  - Winnaar: 2021

## Bekende (oud)-spelers
- Tal Dunne
- Tal Karpelesz
- Meir Tapiro
- Yuval Naimy
- Golan Gutt
- Elishay Kadir
- Marin Marić
- - Cory Carr
- - Joe Dawson
- Marcus Zegarowski
- Jermaine Beal

## Bekende (oud)-coaches
- Lior Lubin

## Sponsor namen
- 2005-2013: Ironi Ness Ziona BC
- 2013-2017: Ironi Dizengoff Trading Nes Ziona BC
- 2017-heden: Ironi Hai Motors Nes Ziona BC